# Roli-Ann Haldin
Roli-Ann Andarina Haldin, coniugata Neubauer, conosciuta fino al 2012 con il cognome Nikagbatse (Berlino, 15 settembre 1984), è un'ex cestista tedesca con cittadinanza finlandese di origini nigeriane.
Alta 176 cm, giocava come guardia.

## Carriera
Nel 2007 è stata convocata per gli Europei in Italia con la maglia della nazionale della Germania.
È sorella del cestista Misan Haldin, che ha giocato in Italia a Roseto, Cantù, Montegranaro, Napoli e Varese.